# Mercedes-Benz Citaro
A Mercedes-Benz Citaro (vagy O530) a Daimler Buses jelenlegi autóbusz-típuscsaládja. 1997-ben váltotta le a Mercedes-Benz O405 családot. Az alapváltozat (12 méteres, kéttengelyes szóló) a Citaro nevet viseli, a többi típust betűjellel különböztetik meg, amelyek rövidítésekből származnak (pl. G (Gelenk): csuklós, Ü (Überland): távolsági, LE (low entry): alacsony belépésű).
1997 és 2007 között a C1-es változat, 2007 és 2011 között a C1 modernizált változata, a C1 facelift, majd 2011-től napjainkig a C2-es változat van gyártásban.

## Típusok

### Városi
- Citaro (kéttengelyes szóló)
- Citaro M (kéttengelyes szóló, hosszított)
- Citaro K (kéttengelyes szóló, rövidített)
- Citaro L (háromtengelyes szóló)
- Citaro G (háromtengelyes csuklós)
- CapaCity (négytengelyes csuklós)
- CapaCity L (négytengelyes csuklós, hosszított)

Citaro BZ néven, az Európai Unió által finanszírozott CUTE projekt keretében, 37 darab üzemanyagcellás járművet is gyártottak, amelyeket 2-3 éves tesztelésnek vetettek alá.
Az alapváltozat, valamint a G és a BZ típusok jobbkormányos elrendezéssel is kaphatók.
2008-ban 36 darab nyomkövetéses járművet szállítottak az Essener Verkehrs-AG részére.

### Elővárosi-helyközi
- Citaro Ü (kéttengelyes szóló, 12 m)
- Citaro MÜ (kéttengelyes szóló, 13 m)
- Citaro LE Ü (kéttengelyes low entry, 12 m)
- Citaro LE MÜ (kéttengelyes low entry, 13 m)
- Citaro LÜ (háromtengelyes szóló, 15 m)
- Citaro GÜ (háromtengelyes csuklós, 18 m)

## Előfordulás

### Bukarest
A bukaresti közlekedési vállalat 2006 és 2009 között 1000 darab új Citaro autóbuszt vásárolt. Ezeket az érkezésük után érintésmentes díjfizetési rendszerrel szerelték fel.
2019-ben 130 Citaro Hybridet rendeltek.

### Budapest
2012. január elején a BKV 31 darab Citaro buszt vett használtan, hogy leváltsák az elöregedett Ikarusokat. Átlagban 550 ezer kilométer volt bennük, darabjuk 65 500 euróba került a fővárosnak. Később még 9 db-ot vett a BKV több üzemeltetőtől.
2012-ben a VT-Transman 4, a BKV 2013-ban szintén 4, 2014-ben 5, illetve 2015-ben 23 db Citarót vett használtan.
2015. február 15-én hajnalban a LYH-117-es rendszámú Citaro busztűz áldozata lett; a busz teljesen kiégett.
2016-ban a BKV a Truck-Trailer & Parts Kft.-től bérelt 5 db Citarót.
2016-ban a BKV 22 db használt, CNG meghajtású Citarót szerzett be, melyeket februártól májusig állított forgalomba a 36-os, 93-as, 93A, 98-as, 98E, 99-es, 119-es, 148-as, 166-os, 168E, 193E, 236-os, 236A, 266-os, 282E, 284E, illetve a 900-as, 948-as, 979-es és 979A vonalon.
2016. július 4-én, ismeretlen okból, vázig leégett a LYH-113 rendszámú autóbusz a 91-es busz vonalán.
2018. március 16-án leégett az NJV-183 rendszámú CNG autóbusz a 236-os busz vonalán, Vecsés, Market Central Ferihegy megállóban.
Ezen kívül Budapesten és környékén a Volánbusz több használt, osztrák eredetű Citarót közlekedtet 2005 óta. Ilyen járművek jártak a BKV által alvállalkozásba adott 88-as busz vonalán (a viszonylatot a Volánbusz átvette 2014. április 26-tól, és rajta MAN Lion's City A21-eket járatott). Jelenleg többek között a Budapest–Etyek járaton lehet velük találkozni. A buszok eredeti színe piros vagy fehér volt, de egyre többet festenek át a Volánbusz sárga színére.
Az új buszüzemeltetési modell részeként 161 darab Citaro C2 és C2 G típusú autóbusz érkezett a fővárosba 2013 májusától júliusáig a VT-Arriva (ma: ArrivaBus) üzemeltetésében, majd 2014-ben további 1-1 darab állt forgalomba, amelyeket már Euro 6-os motorral szereltek. A buszok a legújabb szériába tartoznak, amelyet 2011-ben mutatott be a Mercedes-Benz. A 161 darab jármű 2023 június 30-án ig közlekedett, ekkor 81-81 darab MAN Lion's City 12 és 18 váltotta őket. 2024 júniusától októberéig 10 szóló, illetve 10 csuklós autóbusz újra forgalomba állt Budapesten, de már a BKV üzemeltetésében.
2020 elején a BKV a gáz üzemű Citarók kivonása mellett döntött. A döntés hátterében a gyenge menetdinamika, a sok meghibásodás és a gáztartályok újravizsgáztatásának problémái álltak. Az utolsó járművet 2022 októberében vonták ki a forgalomból.
2021-ben a BKV megkezdte a 2012-ben beszerzett LYH rendszámtartományba eső buszok kivonását. Júliusban az LYH-101, szeptemberben az LYH-105, novemberben az LYH-103 lett selejtezve, majd 2022 májusában az LYH-112, októberében pedig az LYH-109, LYH-128, NKA-344, NYZ-915 és PUC-204. Helyükre fiatalabb, használt Mercedes-Benz Citarók és új Mercedes-Benz Conectók érkeztek.
2025. Július 31.-től 25 darab Citaro G áll forgalomba az Arrivabus kötelékében, amelyet ősszel továbbiak követnek.

### Pécs
Pécsett 2002-től 2016-ig üzemeltek Citarók. A buszok színe kék-fehér (egyetlenegy darab) vagy kék-sárga. A Pécsi Közlekedési Zrt.-nek eredetileg 5 Citaro típusú busza volt, de az egyik 2009-ben teljesen kiégett. Ezt a buszt 2011-ben, a többit 2015-ben és 2016 elején selejtezték.

### Szeged
Szegeden 2005 óta üzemelnek Citarók. Jelenleg a Szegedi Közlekedési Társaságnál 5 darab szóló, 1 darab háromtengelyes szóló, illetve 4 darab csuklós, a Volánbusznál 6 darab gázüzemű csuklós közlekedik a városban. Érdekesség, hogy Szegeden Citaro trolibuszok is közlekednek, ám az SZKT építette át őket autóbuszból.

### Pomáz, Szentendre
2017. április 18-án az új alvállalkozó a Partiscum Busz Kft. lett, ők pedig kiadták al-alvállalkozásba a mostanság egyre több tenderen nagy népszerűségnek örvendő M6 L. O. G. Kft.-nek a vonalak üzemeltetését. Utóbbi cég még két éve pályázott néhány hazai autóbusztenderre, ám ezeken rendre kudarcot vallottak. Ez azért fontos szempont itt, ugyanis ezekhez a tenderekhez már – nagy reményekkel – buszokat is előre beszereztek. Az akkor beszerzett buszok egy része került a pomázi térségbe. 9 darab busz szükséges a vonalak kiszolgáláshoz, melyet 7 db Citaro és 2 db Volvo 8700 LE teljesít.

### Szekszárd
2006-tól 2017-ig a Gemenc Volán (2015-től DDKK Zrt., 2019-től Volánbusz Zrt.) állományában is üzemelt több szóló Citaro. 2007-től új Mercedes-Benz Conectok kerültek beszerzésre a szekszárdi helyi viszonylatokra, ezért ettől az évtől már csak kettő a maradt helyi viszonylatokon (egy vonalas és egy tartalék), a többi helyközi vonalakra került.

### Sopron
A leghűségesebb városban 2016 óta közlekedik 3 darab a bécsi székhelyű Dr. Richard Autobus-Unternehmentől vásárolt Citaro O530 G (NKW-879, NKW-891 és NKW-892), és 2 darab, a svájci Automobilverkehr Frutigen-Adelbodentől beszerzett, O530 LE MÜ (NOS-033 és NOS-072) típusú autóbusz.

### Várpalota
2025-től a Thury-Busz üzemeltetésében 1 db szóló Citaro közlekedik Várpalotán, melynek rendszáma AI JZ-600.

### Veszprém
A királynék városában 2019-től új, önkormányzati tulajdonú szolgáltatóként a V-Busz Veszprémi Közlekedési Kft. közlekedtetett 15 db szóló, valamint 7 db csuklós Citarót 2021 végéig. A cég a Truck-Trailer & Parts Kft.-től bérelte a buszokat.

### Szombathely
2022-től a Blaguss Agora üzemeltetésében 25 db szóló és 5 db csuklós Citaro közlekedik Szombathelyen. Rendszámaik: SZW-804–833. 

## Képek

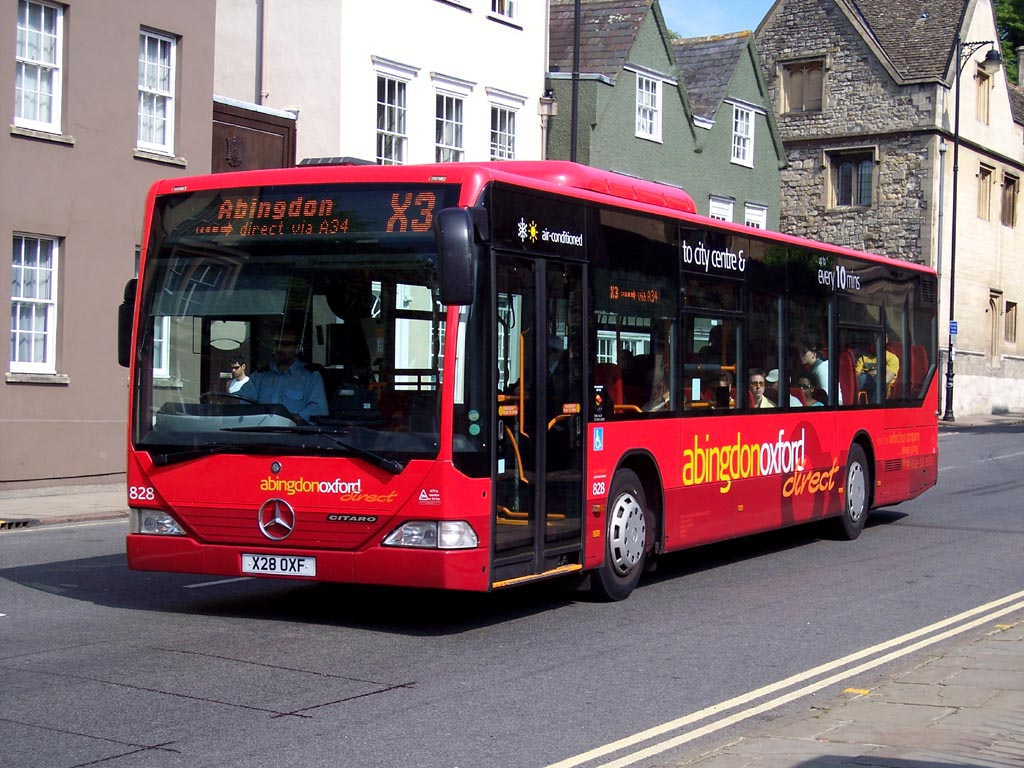
Citaro Oxfordban, Angliában
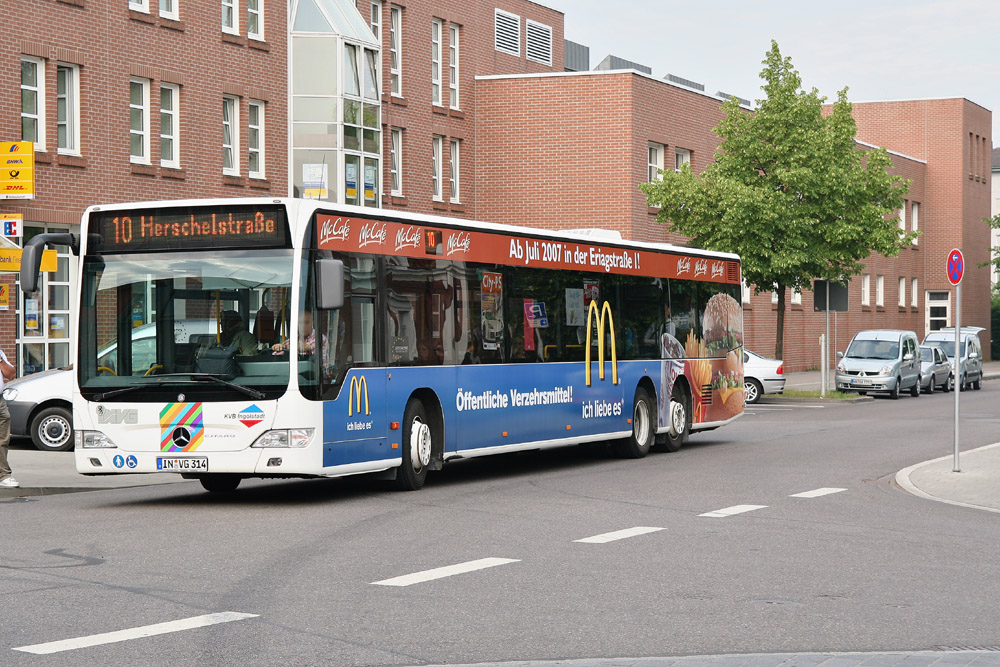
Citaro Ingolstadtban, Németországban
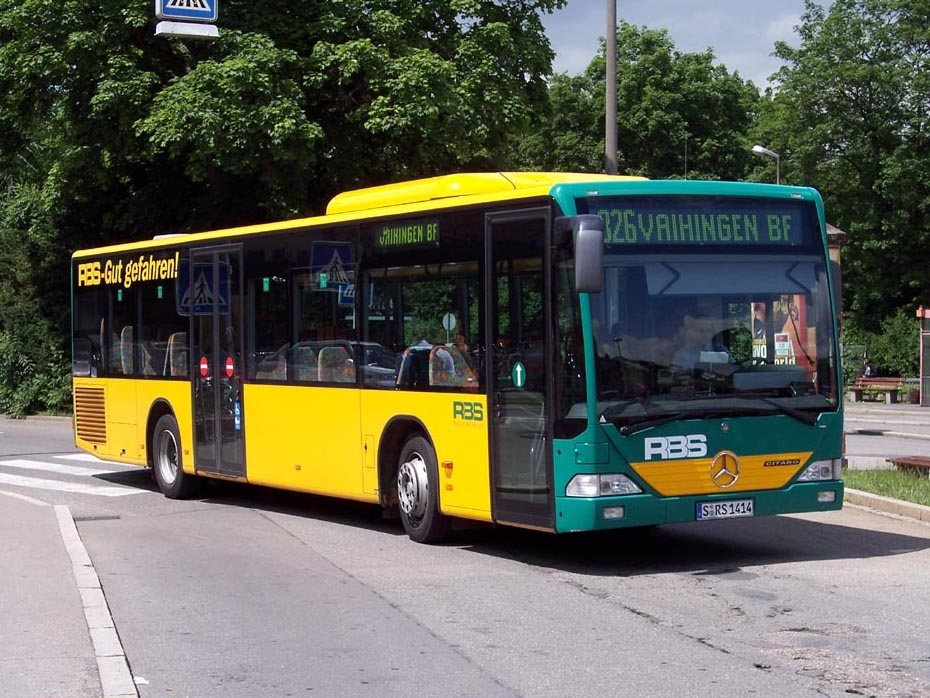
Citaro a németországi Tübingenben
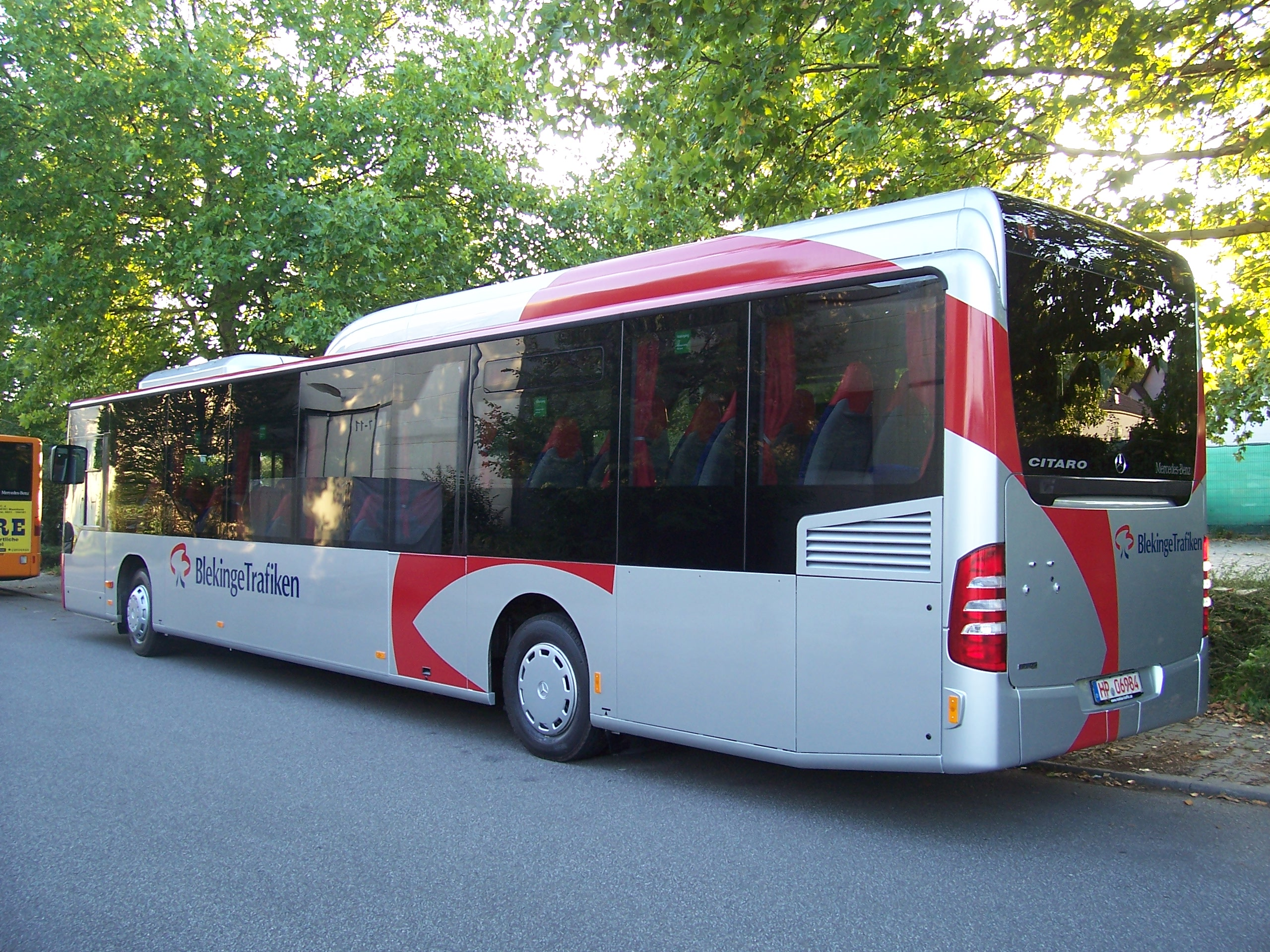
Citaro a svédországi Karlskronában
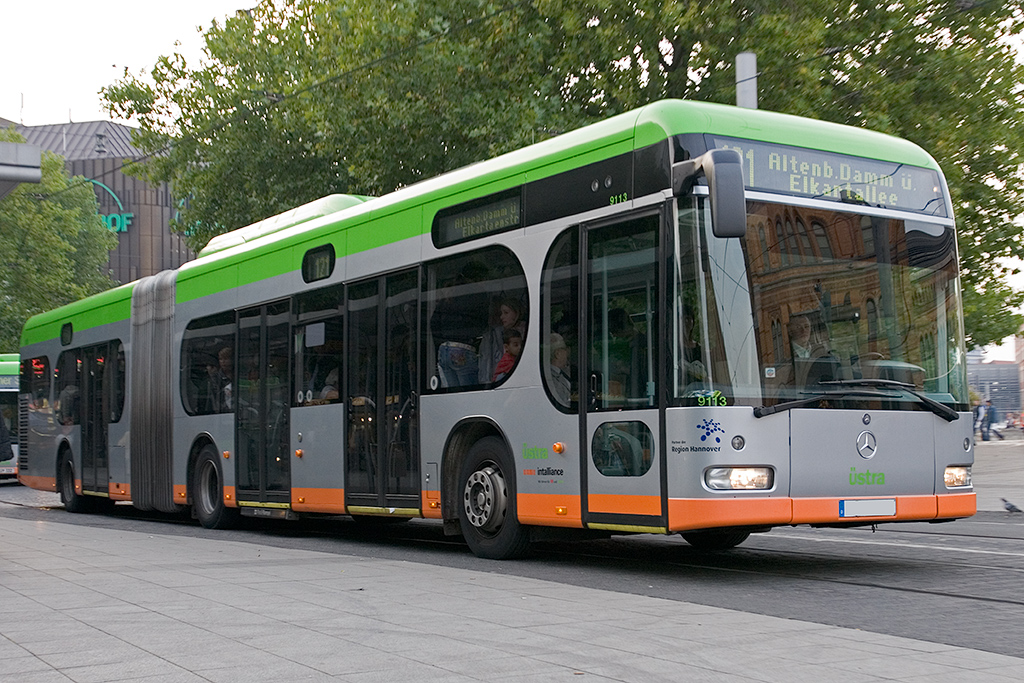
A Citaro CNG csuklós változata
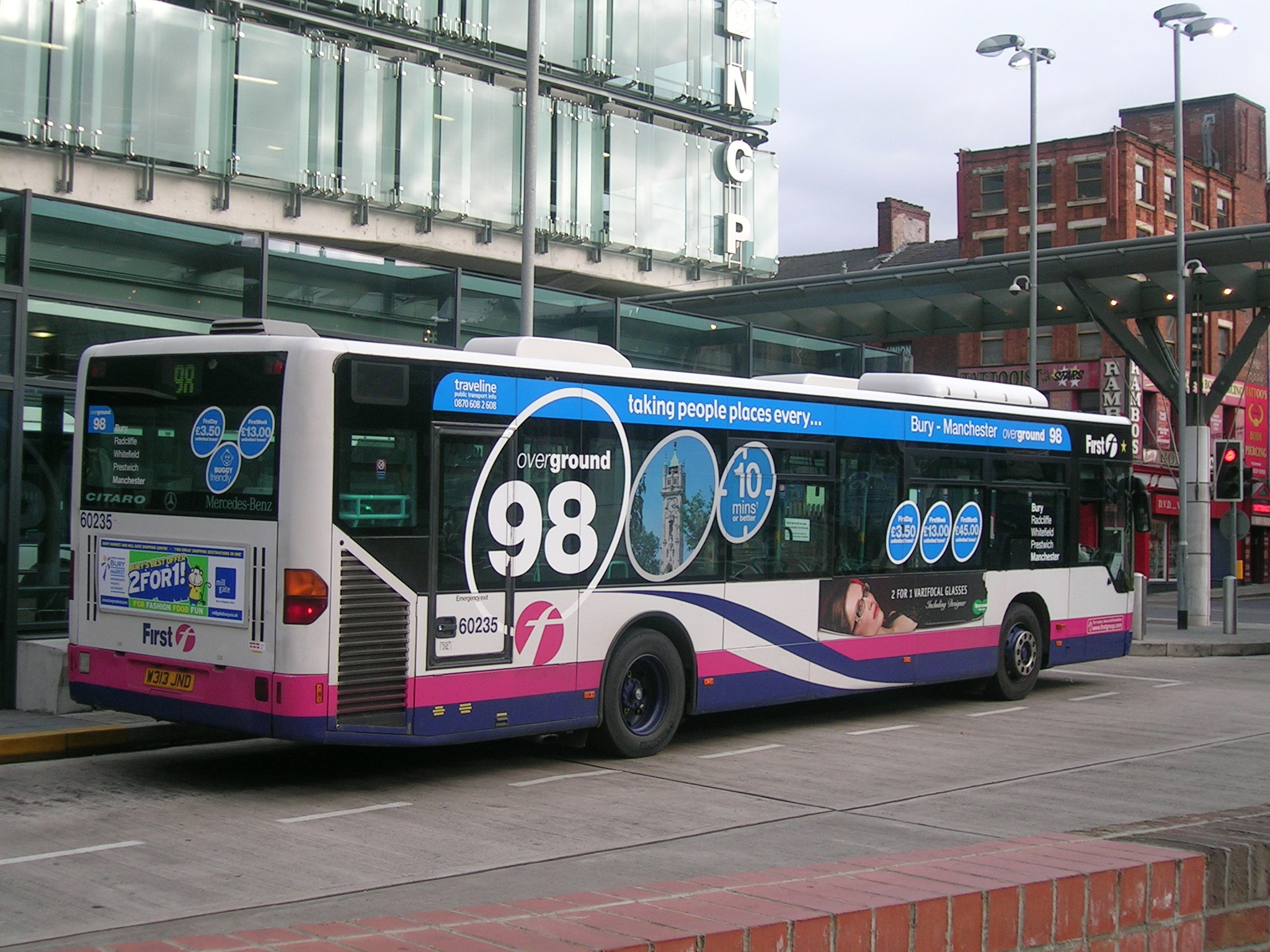
Citaro Manchesterben, Angliában
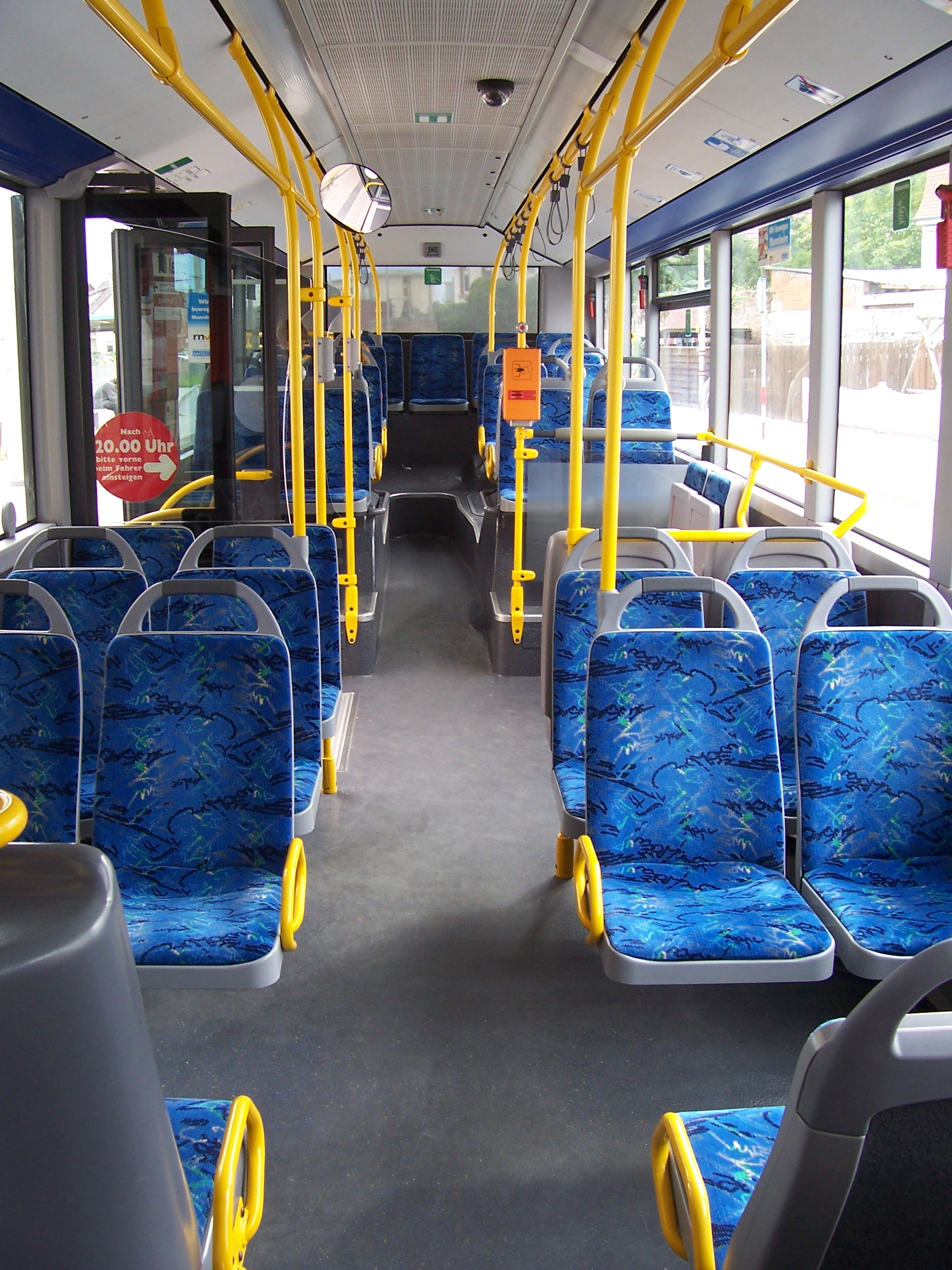
Egy Citaro belülről
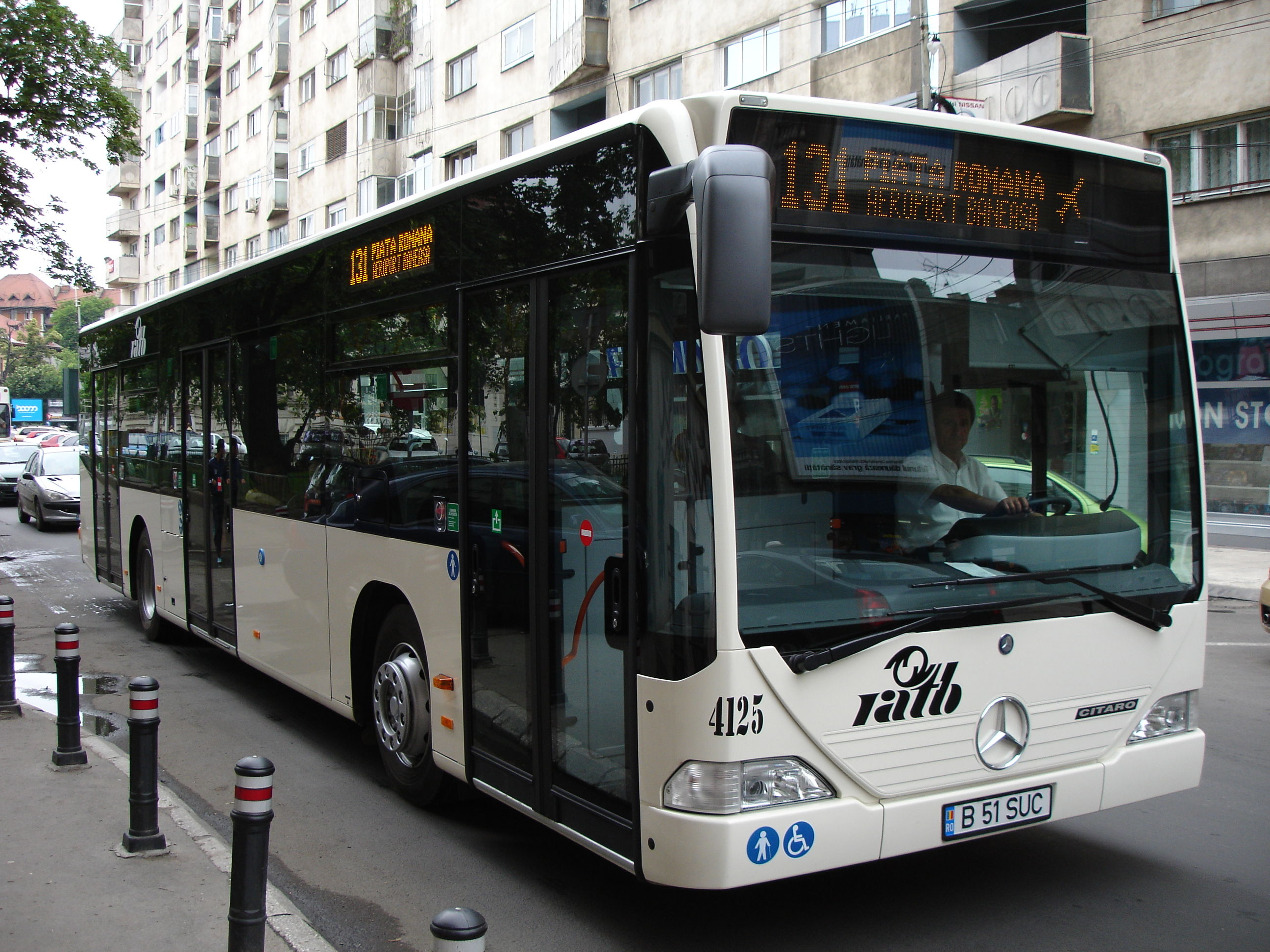
Citaro Bukarestben
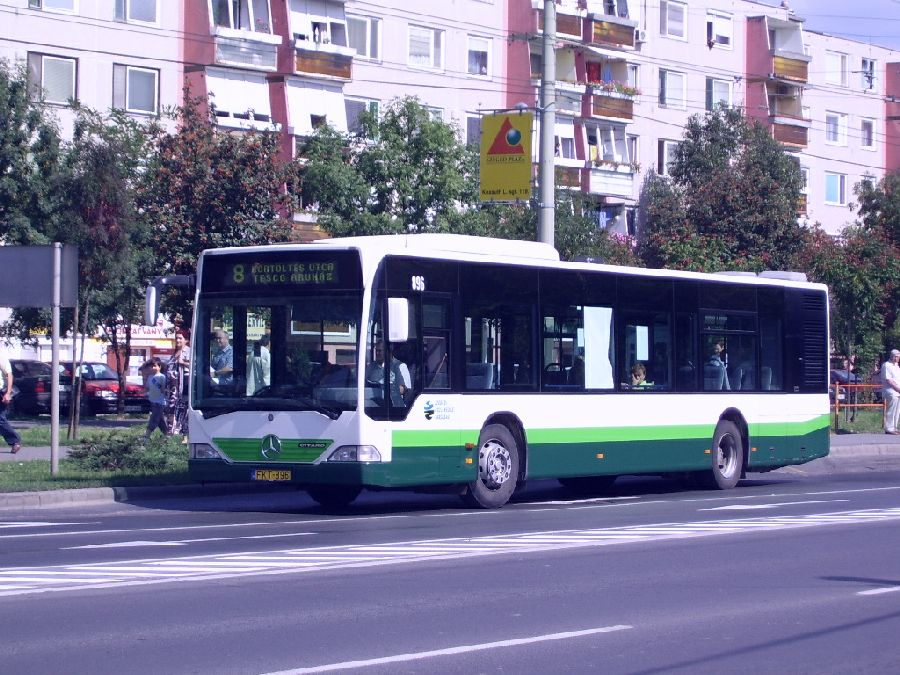
Mercedes Citaro Szegeden
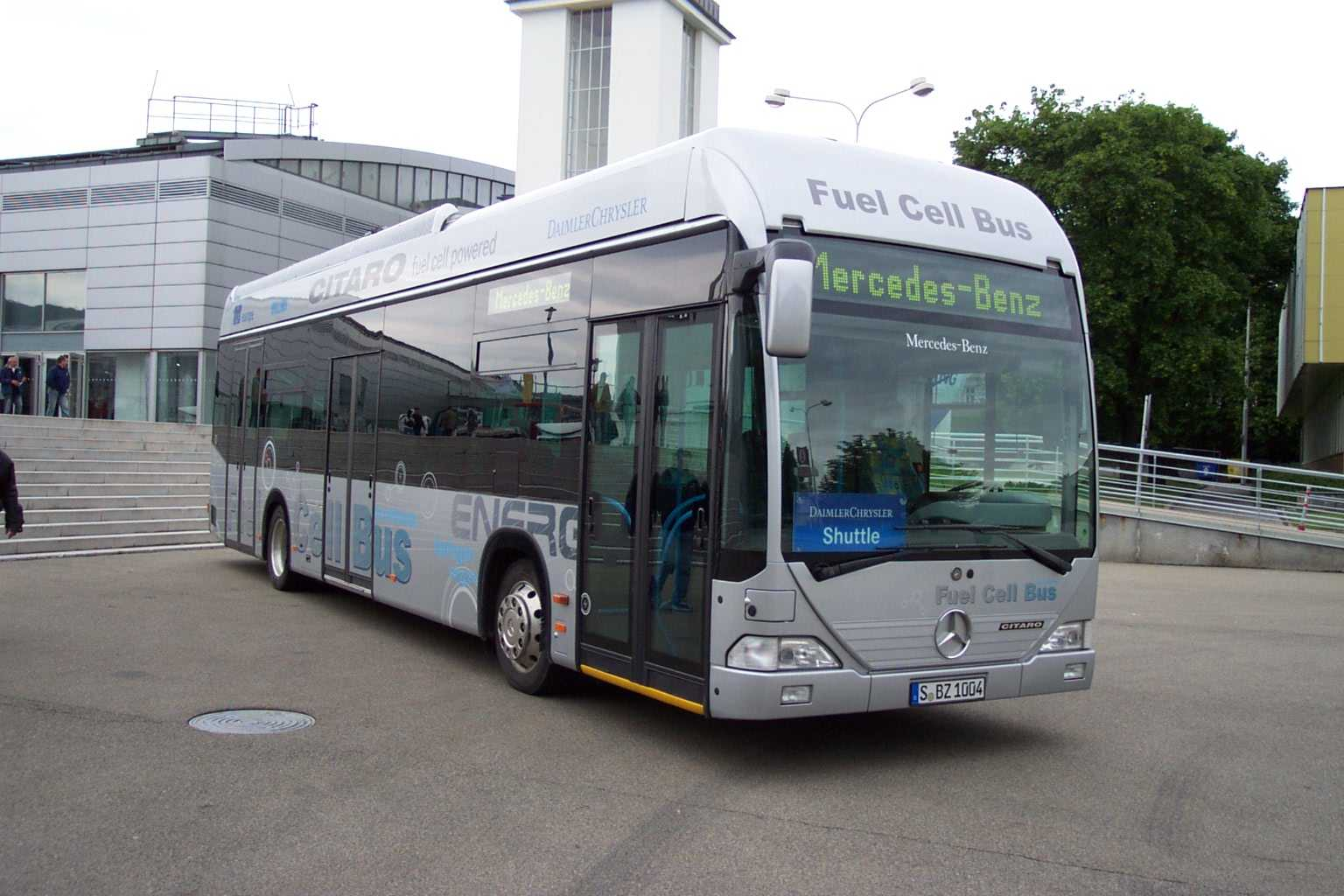
Mercedes Citaro BZ
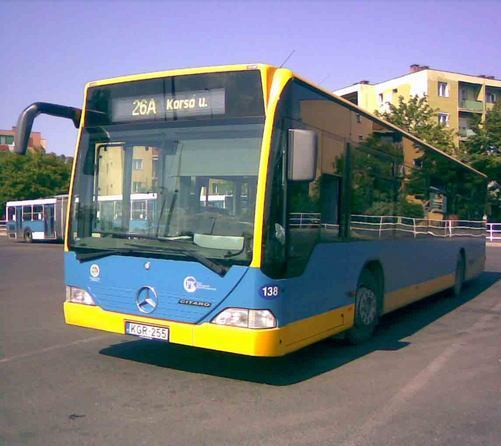
Mercedes Citaro Pécsett
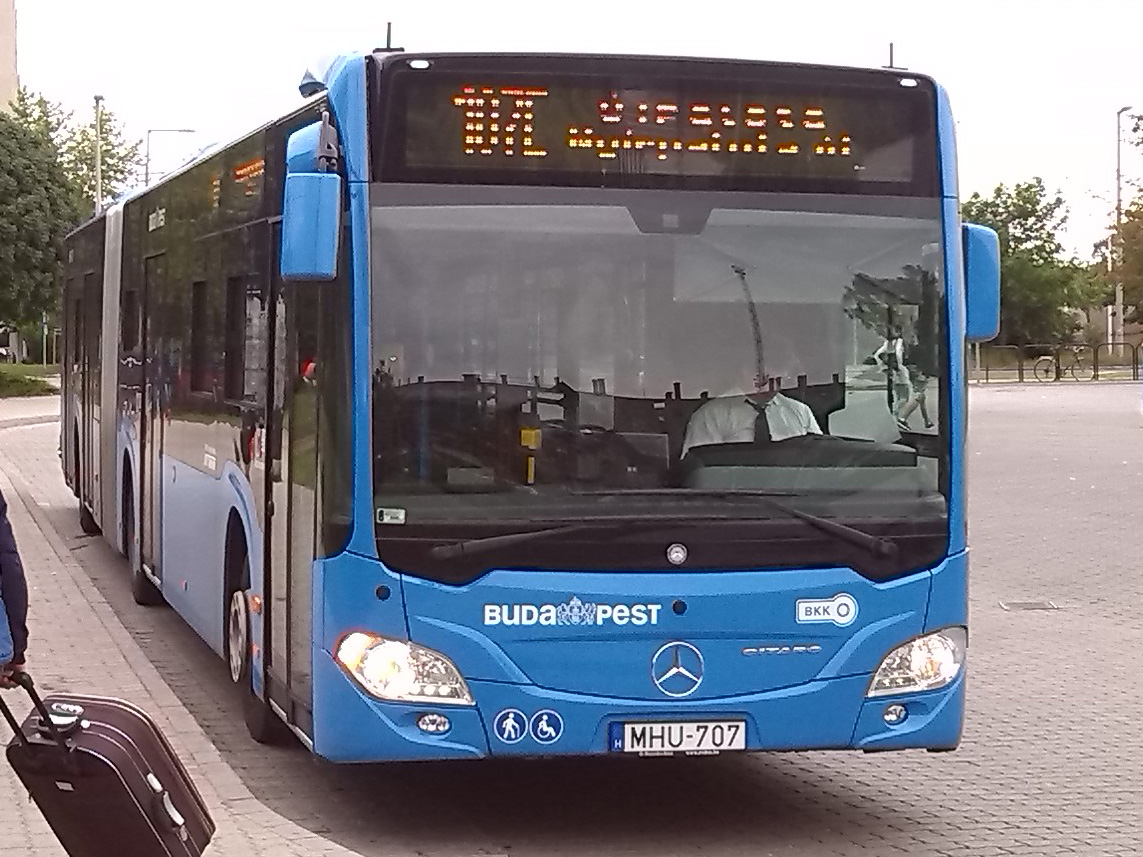
Mercedes Citaro Budapesten
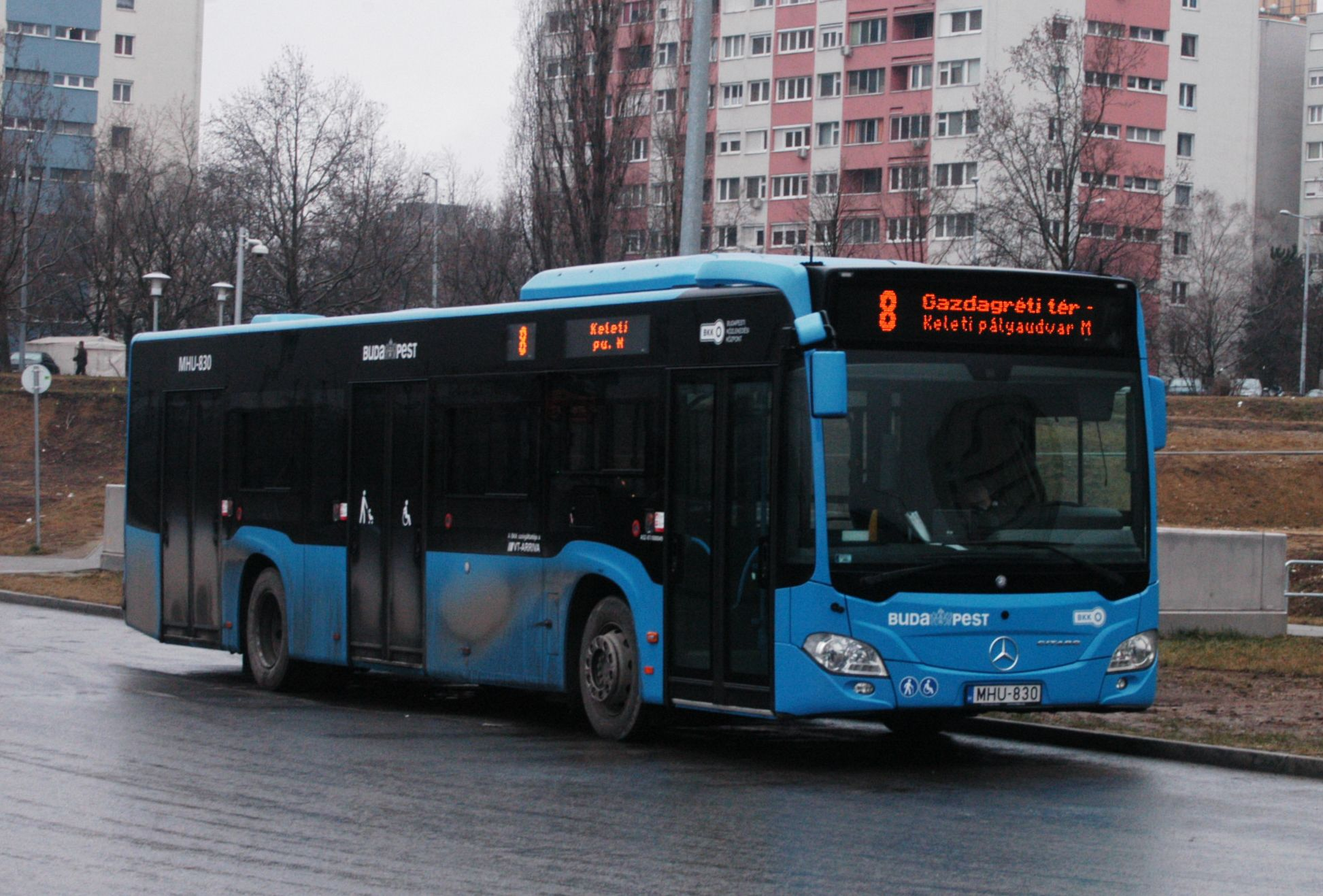
Mercedes Citaro Budapesten

## Fordítás
- Ez a szócikk részben vagy egészben a Mercedes-Benz Citaro című német Wikipédia-szócikk ezen változatának fordításán alapul.  Az eredeti cikk szerkesztőit annak laptörténete sorolja fel. Ez a jelzés csupán a megfogalmazás eredetét és a szerzői jogokat jelzi, nem szolgál a cikkben szereplő információk forrásmegjelöléseként.